# Тип 92 (каска)
Тип 92 - общевойсковая стальная каска Императорской армии Японии.

## История
Каска была разработана в конце 1920-х - начале 1930-х годов для замены созданной по образцу французской каски Адриана каски образца 1918 года и официально принята на вооружение 28 апреля 1932 года.
В ходе боевых действий в Китае некоторое количество трофейных японских касок оказалось в распоряжении китайских войск и иных вооружённых формирований.
В ходе боевых действий у озера Хасан (29 июля - 11 августа 1938 года) японские каски оказались в числе трофеев РККА, некоторое количество касок передали в войска для ознакомления личного состава, ещё несколько передали в музеи.
После разгрома японских войск на реке Халхин-Гол летом 1939 года в распоряжении СССР и МНР оказалось дополнительное количество трофейных японских касок этого типа.
В 1939-1945 гг. в результате продвижения японских войск на Тихоокеанском театре военных действий японские каски оказались на территории новых регионов Юго-Восточной Азии (в Индокитае, в Индонезии, на Филиппинах и на других островах Тихого океана).
После разгрома японских войск летом 1945 года часть трофеев была передана в музеи, остальное трофейное вооружение и имущество японской Квантунской армии СССР передал в качестве военной помощи Народно-освободительной армии Китая. В дальнейшем, в ходе гражданской войны 1945-1949 гг. японские каски использовались некоторыми частями НОАК (под наименованием 30式鋼盔).
В связи с капитуляцией Японии в 1945 году производство каски было прекращено, в дальнейшем каски (вместе с вооружением, военной техникой и другим военным снаряжением расформированной японской армии) следовало уничтожить в ходе демилитаризации Японии. Однако выполнение этого решения затянулось (так, на охранявшемся военнослужащими США складе подлежавшего уничтожению японского военного имущества в префектуре Тиба значительное количество касок оставалось даже в начале апреля 1946 года).
Созданный в августе 1952 года "корпус безопасности" (1 августа 1954 года преобразованный в силы самообороны Японии) получил американские стальные каски М1.

## Описание
Каска изготавливалась из хромо-молибденовой стали, комплектовалась тканевым подшлемником и кожаным ремнём. В дальнейшем, к каске был разработан матерчатый маскировочный чехол (выпускался в нескольких вариантах: песочного, зелёного или грязно-оливкового цвета).
В ходе второй мировой войны были отмечены случаи, когда японские снайперы и другие категории японских военнослужащих использовали каски с дополнительными элементами для улучшения своей маскировки (иногда к чехлу каски крепили ветки или полоски ткани, иногда лицо занавешивали окрашенной в зелёный цвет москитной сеткой).